# Doesse-Alin
De Doesse-Alin (Russisch: Дуссе-Алинь) is een bergketen in het midden van de regio Chabarovsk in het Russische Verre Oosten. De Doesse-Alin strekt zich uit over een lengte van 150 kilometer en bereikt een maximale hoogte van 2.325 meter. De bergketen kent vele meren en rotsachtige keteldalen. De bovenste zones bestaan uit bergtoendra, terwijl de lagere hellingen meestal bedekt zijn met sparren-, dennen- en lariksbestanden. Een deel van de bergketen ligt in het strikte natuurreservaat Zapovednik Boereinski.